# Karnawał Solidarności

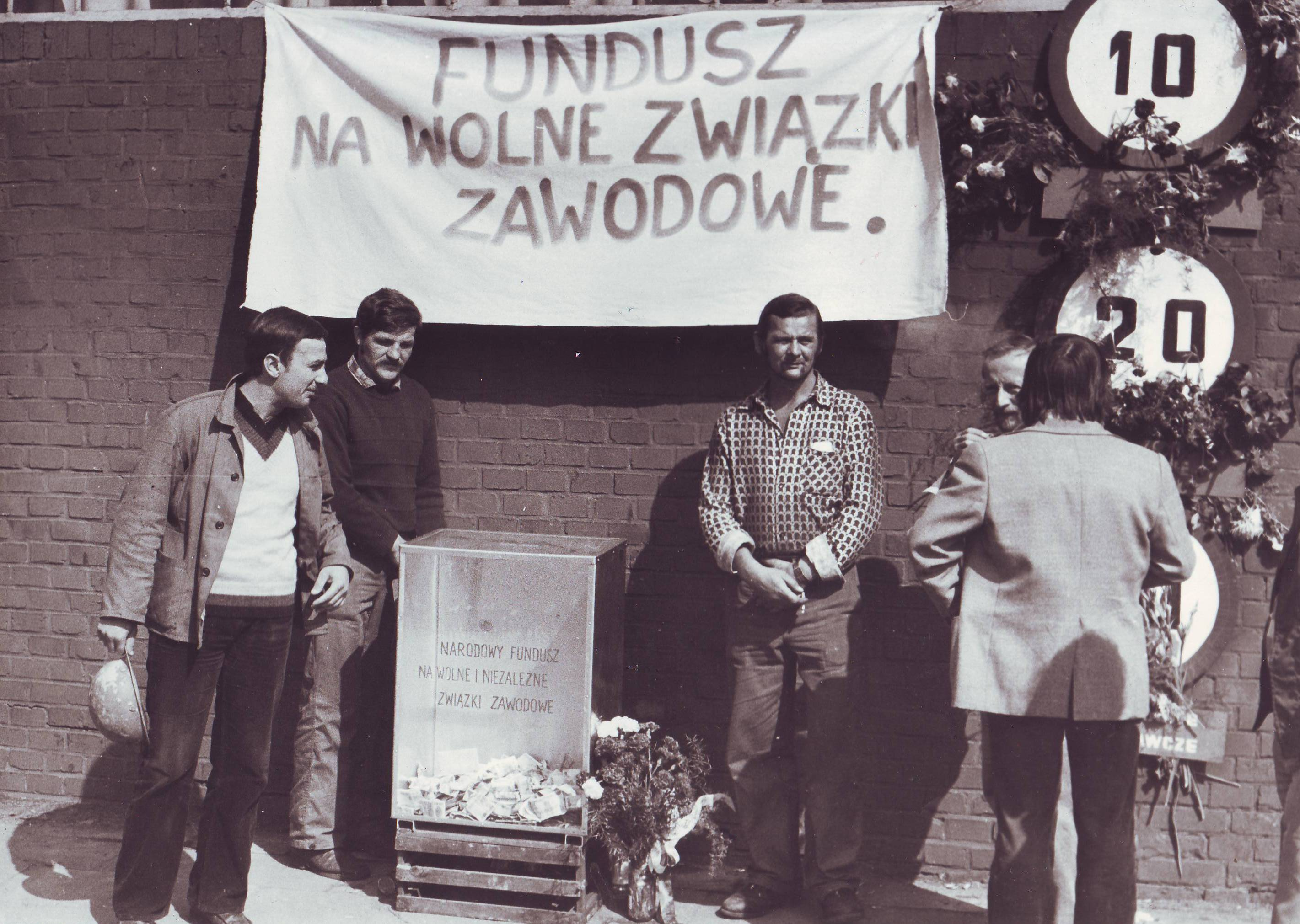
Karnawał Solidarności, zbiórka pieniędzy na Wolne Związki Zawodowe, 26 sierpnia 1980

Karnawał Solidarności – potocznie nazwany okres 16 miesięcy pomiędzy sierpniem 1980 a wprowadzeniem stanu wojennego 13 grudnia 1981, charakteryzujący się m.in. względnym uwolnieniem swobód obywatelskich i ograniczeniem cenzury. Ograniczenie cenzury pozwoliło rozwinąć się niezależnym mediom. Legalnie ukazywały się niektóre czasopisma, m.in. „Tygodnik Solidarność” czy też „Jedność” w Szczecinie. W celu przełamania monopolu państwowego powstało Radio „Solidarność”, rozpowszechniająca swój program za pośrednictwem kaset magnetofonowych, odtwarzanych w zakładach pracy.